# Muraltia schlechteri
Muraltia schlechteri är en jungfrulinsväxtart som beskrevs av Margaret Rutherford Bryan Levyns. Muraltia schlechteri ingår i släktet Muraltia och familjen jungfrulinsväxter. Inga underarter finns listade i Catalogue of Life.